# Svennestjärnen
Svennestjärnen är en sjö i Vilhelmina kommun i Lappland och ingår i Gideälvens huvudavrinningsområde. Sjön har en area på 0,0657 kvadratkilometer och ligger 412,3 meter över havet.

## Delavrinningsområde
Svennestjärnen ingår i det delavrinningsområde (714606-157778) som SMHI kallar för Ovan Näversjöbäcken. Medelhöjden är 423 meter över havet och ytan är 39,26 kvadratkilometer. Räknas de 9 avrinningsområdena uppströms in blir den ackumulerade arean 136,59 kvadratkilometer. Avrinningsområdets utflöde Gideälven mynnar i havet. Avrinningsområdet består mestadels av skog (70 procent) och sankmarker (17 procent). Avrinningsområdet har 0,13 kvadratkilometer vattenytor vilket ger det en sjöprocent på 0,3 procent.